# Petr Jalowiczor
Petr Jalowiczor (ur. 15 listopada 1973 w Trzyńcu, zm. 7 lutego 2012) – czeski polityk i samorządowiec, od 2010 poseł do Izby Poselskiej.

## Życiorys
Uzyskał wykształcenie pomaturalne Średniej Przemysłowej Szkole Budownictwa w Hawierzowie (1992–1994), po czym pracował jako dyrektor wydziału ds. inwestycji w urzędzie miejskim w Jabłonkowie (1996–2006). Od 2002 do 2006 pełnił funkcję zastępcy wójta gminy Bukowiec, zaś od 2006 jej wójta. Był jednocześnie członkiem sejmiku kraju śląsko-morawskiego. W 2010 został wybrany posłem do Izby Poselskiej Republiki Czeskiej.